# Houstonia rosea
Houstonia rosea là một loài thực vật có hoa trong họ Thiến thảo. Loài này được (Raf.) Terrell mô tả khoa học đầu tiên năm 1986.